# Nomosphecia insolens
Nomosphecia insolens är en stekelart som först beskrevs av Smith 1859.  Nomosphecia insolens ingår i släktet Nomosphecia och familjen brokparasitsteklar.

## Underarter
Arten delas in i följande underarter:
- N. i. ambona
- N. i. unicolor